# إي إم في

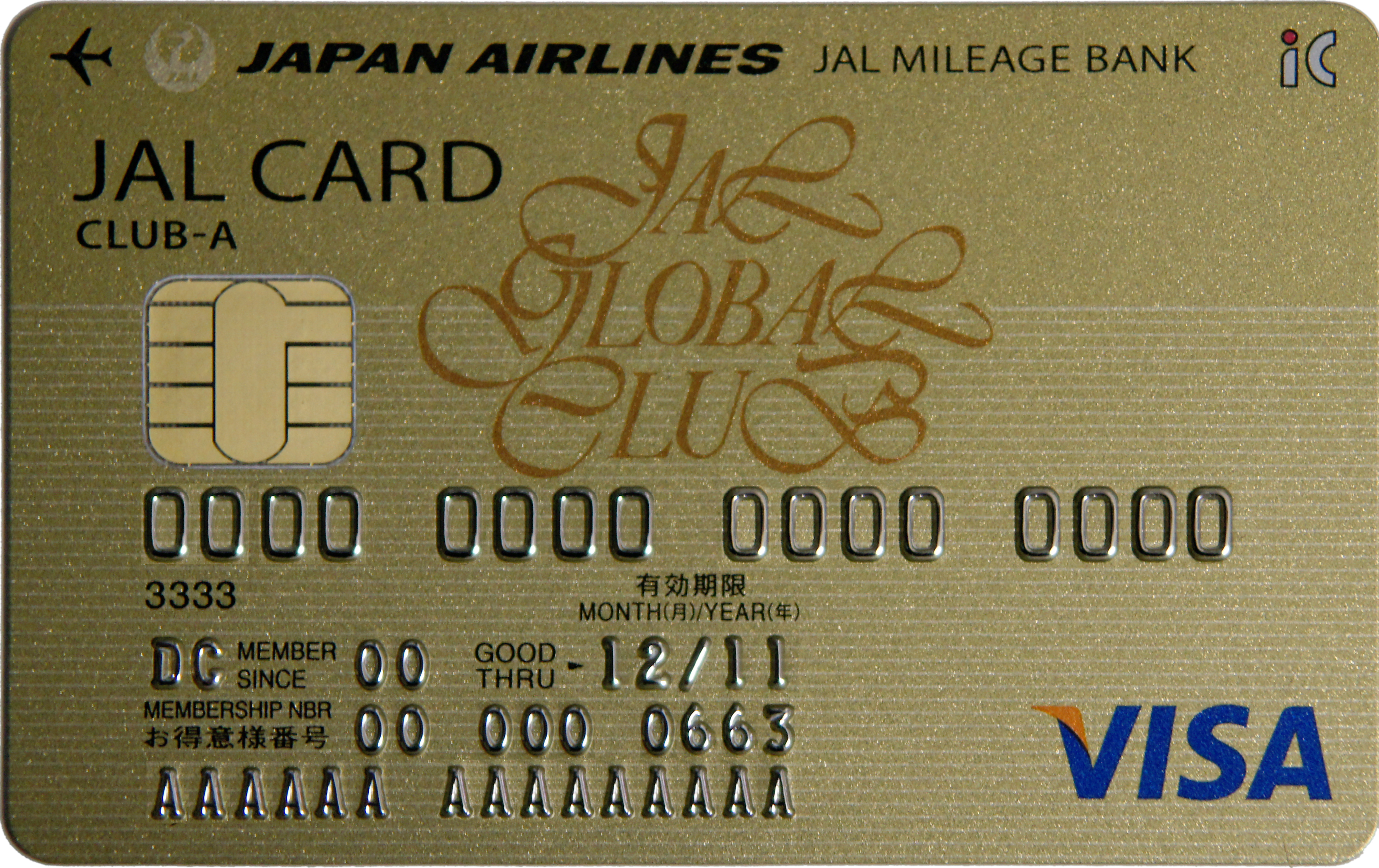
بطاقة مصرفية من نوع EMV.

إي إم في أو بالإنجليزية EMV (Europay, Mastercard, and Visa) هو نظام دفع موحد أطلقته الشركات الرائدة في مجال الخدمات المصرفية وهي إيروباي وماستر كارد وفيزا يستهدف بطاقات الدفع الذكية في محطات الدفع وأجهزة الصراف الآلي .